# 370
Năm 370 là một năm trong lịch Julius.